# 김도연 (방송인)
김도연(1990년 6월 3일~)은 대한민국의 전직 기상 캐스터 출신이자, 프리랜서 방송인이며, 현재 스타휴엔터테인먼트 소속으로 활동하고 있다.
2018년 KBS 한국방송공사 아나운서로 입사했던 그녀는 2022년 10월 15일 청소년정신건강의학과 전문의 오진승 원장과 결혼하였으며, 2022년 12월 18일 KBS를 어언 4년여만에 퇴사하였다.

## 학력
- 2006년 3월~2009년 2월 동해광희고등학교 경영정보학과 졸업
- 2009년 3월~2013년 2월 경희대학교 호텔경영학과 학사

## 경력
- 2012년 7월 18일: 경희대학교 호텔경영학과 4학년 시절 선글라스 착용 및 비키니 투피스 삼각 수영복 배꼽 란제리 피팅 모델 데뷔.
- 2012년 12월 31일: 비키니 피팅 모델 은퇴.
- 2013년 1월 10일~2014년 10월 21일: 키움증권 채널K 시황 캐스터.
- 2014년 11월~2015년 11월 : 대전MBC 기상 캐스터.
- 2015년 12월~2017년 8월 : 연합뉴스TV 기상 캐스터.
- 2018년 1월 1일~2022년 12월 18일 : KBS 45기 공채 아나운서.
  - 2018년~2019년 : KBS 전주방송총국 지역 근무.
  - 2019년~2022년 : KBS 본국 복귀.
  - 2022년 10월 15일 : 결혼.
  - 2022년 12월 18일 : KBS 퇴사.
  - 2023년 1월 10일 : 스타휴엔터테인먼트 소속 계약.
  - 2024년 4월 29일 출산 : 오수빈.

## TV
| 연도            | 방송사       | 제목                    | 담당                 | 진행 기간                                                    | 비고                                                                                 |
| --------------- | ------------ | ----------------------- | -------------------- | ------------------------------------------------------------ | ------------------------------------------------------------------------------------ |
| 2018            | KBS1         | 사랑의 가족             | 임시 내레이션 샘플링 | 1월 25일                                                     | 2705회 <해피 투게더 - 나눔이 낳은 기적! 행복을 팝니다 – 사회적협동조합 ‘숲스토리’>   |
| 2018.6 ~ 2019.6 | KBS 전주 1TV | KBS 930 뉴스 전북권     | 진행                 |                                                              |                                                                                      |
| 2018 ~ 2019     | KBS 전주 1TV | 투데이 전북             | 진행                 |                                                              |                                                                                      |
| 2018 ~ 2019     | KBS 전주 1TV | 생생 3道                | 진행                 |                                                              |                                                                                      |
| 2018            | KBS1         | 아침마당                | 출연                 | 5월 16일                                                     | 8120회 <전국 이야기 대회 - 도전! 꿈의 무대> (공채 45기 아나운서 3명 중 1명이 출연함) |
| 2019            | KBS1         | 아침마당                | 출연                 | 9월 6일                                                      | 생생토크 만약 나라면- 《명절, 자식과~ 그래도 하룻밤은 vs 당일로 충분》               |
| 2023 하반기     | KBS1         | 아침마당                | 출연                 | 11월 13일                                                    | 9520회 월요토크쇼 명불허전- 《나는 연예인과 결혼했다》(5명 중 1명의 출연취소)        |
| 2019            | KBS1         | 6시 내고향              | 특별출연             | 9월 27일                                                     | 6870회 <시시콜콜 소식통 - 아프리카돼지열병 현재 상황은?>                             |
| 2019            | KBS1         | KBS 뉴스 (주말)         | 진행                 |                                                              | 주말(일요일 - 휴일) 시간대                                                           |
| 2019            | KBS2         | KBS 2시 뉴스타임        | 임시진행             | 8월 1일                                                      |                                                                                      |
| 2019            | KBS2         | KBS 2시 뉴스타임        | 임시진행             | 8월 7일 ~ 8월 20일                                           |                                                                                      |
| 2019~2020       | KBS1         | 특파원 보고 세계는 지금 | 진행                 | 2019년 8월 10일 ~ 2020년 6월 27일                            |                                                                                      |
| 2019            | KBS2         | KBS 글로벌 24           | 임시진행             | 9월 26일 ~ 10월 1일                                          |                                                                                      |
| 2019            | KBS2         | 누가누가 잘하나         | 임시진행             | 12월 5일 ~ 12월 12일                                         |                                                                                      |
| 2019~2022       | KBS1         | KBS 뉴스광장            | 앵커                 | 2019년 11월 25일 ~ 2022년 4월 1일 2022년 6월 15일 ~ 6월 20일 |                                                                                      |
| 2021~2022       | KBS2         | 영화가 좋다             | 패널                 | 2021년 3월 23일 ~ 2022년 12월 17일                           | 도도한 영화 패널                                                                     |
| 2021            | KBS1         | 열린음악회              | 임시진행             | 8월 15일                                                     | (광복절 특집 콘서트 임시진행)                                                        |
| 2022            | KBS2         | 여기는 베이징           | 진행                 | 2월 4일 ~ 2월 20일                                           | 동계올림픽 기간 진행                                                                 |
| 2022            | KBS1         | KBS 뉴스 2              | 임시 진행            | 4월 15일                                                     |                                                                                      |
| 2022            | KBS2         | 연중 라이브             | 패널                 | 4월 21일 ~ 12월 15일                                         | SNS 뉴스 패널                                                                        |
| 2022            | KBS1         | KBS 스포츠 9            | 진행                 | 4월 22일 ~ 12월 18일                                         | (금.토.일)                                                                           |
| 2022            | KBS1         | 시니어 토크쇼 황금연못  | 임시진행             | 4월 23일                                                     |                                                                                      |
| 2022            | KBS1         | 남북의 창               | 임시진행             | 2022년 7월 30일                                              | (박사임 아나운서의 휴가로 임시 진행)                                                 |
| 2022            | KBS2         | 해 볼만한 아침 M&W      | 임시진행             | 2022년 11월 7일 ~ 11월 11일                                  | (이지연(37기) 아나운서의 휴가로 임시 진행) - 강호성                                  |
| 2023            | 채널A        | 가족을 부탁해           | 진행                 | 2023년 7월 8일 ~ 현재                                        |                                                                                      |

## 라디오
- KBS 쿨FM•KBS 2라디오(해피FM)《김도연의 상쾌한 아침》 2020년 3월 16일 ~ 2022년 12월 18일
- KBS 쿨FM《설레는 밤, 김도연입니다》 2022년 6월 14일 ~ 2022년 6월 20일, 2022년 9월 24일 ~ 2022년 9월 25일[이윤정 아나운서의 불편해도 괜찮아 촬영과 경주 코오롱 마라톤 리포터 촬영과 휴가로 인해 성명 바뀌고 스페셜 DJ 진행]